# Кведа Чхороцку
Кведа Чхороцку (груз. ქვედა ჩხოროწყუ) — село в Грузії.
За даними перепису населення 2014 року в селі проживає 1192 особи.